# Umberto Benigni
Pour les articles homonymes, voir Benigni.
Umberto Benigni est un prêtre catholique italien et un historien de l'Église, né le 30 mars 1862 à Pérouse et décédé le 27 février 1934 à Rome. Il se distingua par la création de La Sapinière, sous le règne du pape Pie X, puis par son ralliement au fascisme.

## Biographie
Il naît à Pérouse dans une famille modeste, aîné de cinq enfants. Il a huit ans lorsque les troupes de la maison de Savoie entrent dans Rome et annexent les États pontificaux. Il entre à onze ans au séminaire diocésain (dont l'évêque est Mgr Pecci, futur Léon XIII). Chargé d'enseigner l'histoire de l'Église à partir de 1885, un an après son ordination, Umberto Benigni se consacre aussi au journalisme, d'abord sur un plan local, avant de devenir en 1893 rédacteur en chef du quotidien national catholique L'Eco d'Italia, situé à Gênes. En 1892, il devient membre du comité de l'Opera dei congressi, précurseur de l'Action catholique italienne. En 1895, un conflit avec l'archevêque de Gênes le fait s'installer à Rome, où il commence par travailler comme assistant dans la section de recherche historique de la Bibliothèque du Vatican. En 1900 débute sa contribution au journal La Voce della Verità, dont il devient le directeur en 1901, l'année même où il devient également professeur d'histoire de l'Église au séminaire du diocèse de Rome.

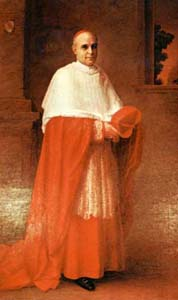
Le cardinal Merry del Val.

En 1902, on lui confie une place à la Curie romaine, comme minutante à la Sacrée Congrégation de la Propagande de la Foi et, en 1906, il est promu au poste de secrétaire adjoint de la Congrégation pour les Affaires ecclésiastiques extraordinaires, qui est à l'origine de l'actuelle Section des relations avec les États de la Secrétairerie d'État du Vatican et qui est alors dirigée par Mgr Gasparri. Il y travaille ensuite à partir de 1908 sous les ordres du cardinal Merry del Val, avant d'être remplacé, le 11 mars 1911 par Eugenio Pacelli, le futur Pie XII. Il est alors nommé protonotaire, soit « mis au placard ».
Mgr Benigni manifestait des dons particuliers pour les relations avec la presse. Commençant en 1907, il assure un bulletin d'information quotidien, La Corrispondenza di Roma, qui de 1909 à 1912 s'intitulait La Correspondance de Rome et en 1913-1914 Cahiers de Rome. Cette activité lui procure de l'influence sur le contenu des publications dans de nombreux pays.
Il met en place en utilisant ses contacts le Sodalitium Pianum, connu en France comme La Sapinière, réseau d'espionnage destiné à lui indiquer les personnes dont on pensait qu'elles enseignaient les doctrines modernistes. Ce réseau fonctionne de 1909 à 1914. Les suspects sont dénoncés au Saint-Office. Le cardinal Rafael Merry del Val prend ses distances avec ses activités et l'empêche d'obtenir une reconnaissance canonique.
Son influence décline sous le pontificat de Benoît XV, qui l'évince, ce qui fait de lui dans l'Église quelqu'un d'isolé. Il se rapproche alors du mouvement fasciste (en 1923, il fonde l'Entente romaine de défense sociale), qu'il regarde comme un allié pour ses buts anti-modernistes et anti-libéraux. Auteur de publications telles que Meurtre rituel chez les Juifs, il était connu pour son antisémitisme,. Seuls deux prêtres de ses amis et quelques fonctionnaires du régime assistent à ses funérailles.
Les écrits et les autres documents que possède Benigni à sa mort en 1934 peuvent être consultés aux Archives apostoliques du Vatican.
La plupart des historiens de l'Église contemporains portent un jugement négatif sur son activité et sa personnalité. Ils reconnaissent ses dons d'intelligence et d'organisation, mais ils critiquent son antisémitisme, la froideur de son caractère et sa façon d'espionner ses adversaires au sein de l'Église. Ils sont divisés quand il s'agit de savoir dans quelle mesure Pie X était au courant de ses initiatives ou les approuvait.

## Théories
Adversaire de la franc-maçonnerie, il pensait que pour la combattre, il fallait employer la même arme qu'elle, le secret, afin de découvrir, prévenir et contrôler.

## Publications
- Meurtre rituel chez les Juifs, Belgrade, 1926-1929.
- Miscellanea Di Storia E Cultura Ecclesiastica, (1906), réédition Kessinger Publishing, LLC (February 23, 2010).
- Storia Sociale della Chiesa, 7 volumes, publiés de 1907 à 1933.

## Sources
- (en) Cet article est partiellement ou en totalité issu de l’article de Wikipédia en anglais intitulé « Umberto Benigni » (voir la liste des auteurs).